# Kitáb-i-Aqdas

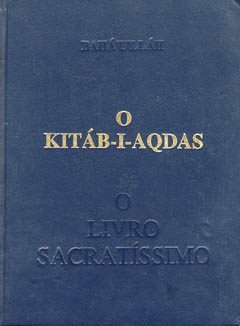
Edició brasilera del Kitáb-i-Aqdas.

El Kitáb-i-Aqdas (o Aqdas), que en persa significa El llibre més sagrat, va ser escrit per Bahà'u'llàh a Palestina el 1872, mentre es trobava com a presoner de l'Imperi otomà.
És considerat pels bahà'ís com el principal llibre de les ensenyances de la seva religió, no estant, per tant, un simple llibre de lleis, sinó que posseeix també conceptes ètics. El Kitáb-i-Aqdas també discuteix l'establiment de les institucions administratives de la Fe bahà'í, així com les seves pràctiques religioses, recomanacions personals i socials, exhortacions ètiques, principis socials, diverses lleis, obligacions i profecies.

## Implementació gradual
Bahà'u'llàh va establir que l'observança de les lleis que va prescriure han d'estar subjectes a «tacte i saviesa», i que no han de causar «disturbis ni dissensió». Bahà'u'llàh preveu l'aplicació progressiva de les seves lleis; per exemple, algunes lleis Bahá'is només són aplicables a l'Orient Mitjà, com ara el límit del període de festejament, mentre que qualsevol bahaí podrà posar en pràctica les lleis si decideix fer-ho. Shoghi Effendi també va establir que algunes altres lleis, com les lleis per als criminals, que depenen de l'existència d'una societat predominantment bahaí, serien només aplicables en una eventual societat bahaí. També va indicar que si les lleis entraven en conflicte amb les lleis del país on viu el fidel bahà'í, no es poden practicar. A més a més, algunes lleis bahaíes no són aplicables al temps present i la seva aplicació depèn tan només de la decisió de la Casa Universal de Justícia.

## Forma i estil
El text del Kitáb-i-Aqdas consisteix en diversos centenars de versicles, agrupats en 189 paràgrafs numerats en la traducció anglesa. L'estil combina elements de poesia i de prosa rimada (saŷ') i el text conté recursos literaris com l'al·literació, l'assonància, la l'onomatopeia, la  juxtaposició i l'antítesi, metàfora, alternança de persones i personificació. Molts d'aquests poden ser reproduïts de forma parcial en les traduccions.

## Traduccions
El Kitáb-i-Aqdas va ser escrit el 1873. Sobre 1900 va ser traduït per Anton Haddad. La mencionada traducció va circular per la comunitat bahaí dels Estats Units. El 1961, el missioner Earl E. Elder va fer una traducció literal. L'any 1973, amb l'ocasió del centenari de la revelació del Kitáb-i-Aqdas, la Casa Universal de Justícia va publicar una Sinopsi i Codificació del text, a la qual se li va afegir 21 passatges de l'Aqdas que havien estat traduïts per Shoghi Effendi. Solament el 1992 es va publicar una traducció completa oficial, que inclou alguns suplements com «Preguntes i Respostes» així com notes. Aquesta traducció s'utilitza per a les traduccions a altres llengües. Actualment, el Llibre Més Sagrat està disponible en més de 30 llengües, entre elles l'albanès, espanyol, hongarès, hebreu o oriya.

## Índex
El Kitáb-i-Aqdas està suplementat per: 
- «Preguntes i Respostes», que consisteix en 107 preguntes fetes a Bahà'u'llàh per Zaynu'l-Muqarrabin respecte de l'aplicació de les lleis i de les respostes de Bahà'u'llàh per a aquelles preguntes.
- «Alguns Texts Suplementaris Revelats per Bahà'u'llàh»
- «Sinopsi i Codificació de les Lleis i Manaments", preparats per Shoghi Effendi.
- Notes explicatives preparades per la Casa Universal de Justícia

El llibre va ser dividit en sis temes principals en la «Sinopsi i Codificació" de Shoghi Effendi: 
1. La nominació de `Abdu'l-Bahà com el successor de Bahà'u'llàh i intèrpret de les seves ensenyances.
2. Anunci de la Institució de Guardiania.
3. La Institució de la Casa de Justícia.
4. Lleis, manaments i exhortacions.
5. Amonestacions, reprensions i advertències específiques.
6. Assumptes diversos.

Més tard, les lleis van ser dividides en quatre categories: 
A. Oració
B. Dejuni
C. Lleis de caràcter personal
D. Lleis, Manaments i Exhortacions Diverses

## Lleis del Kitáb-i-Aqdas

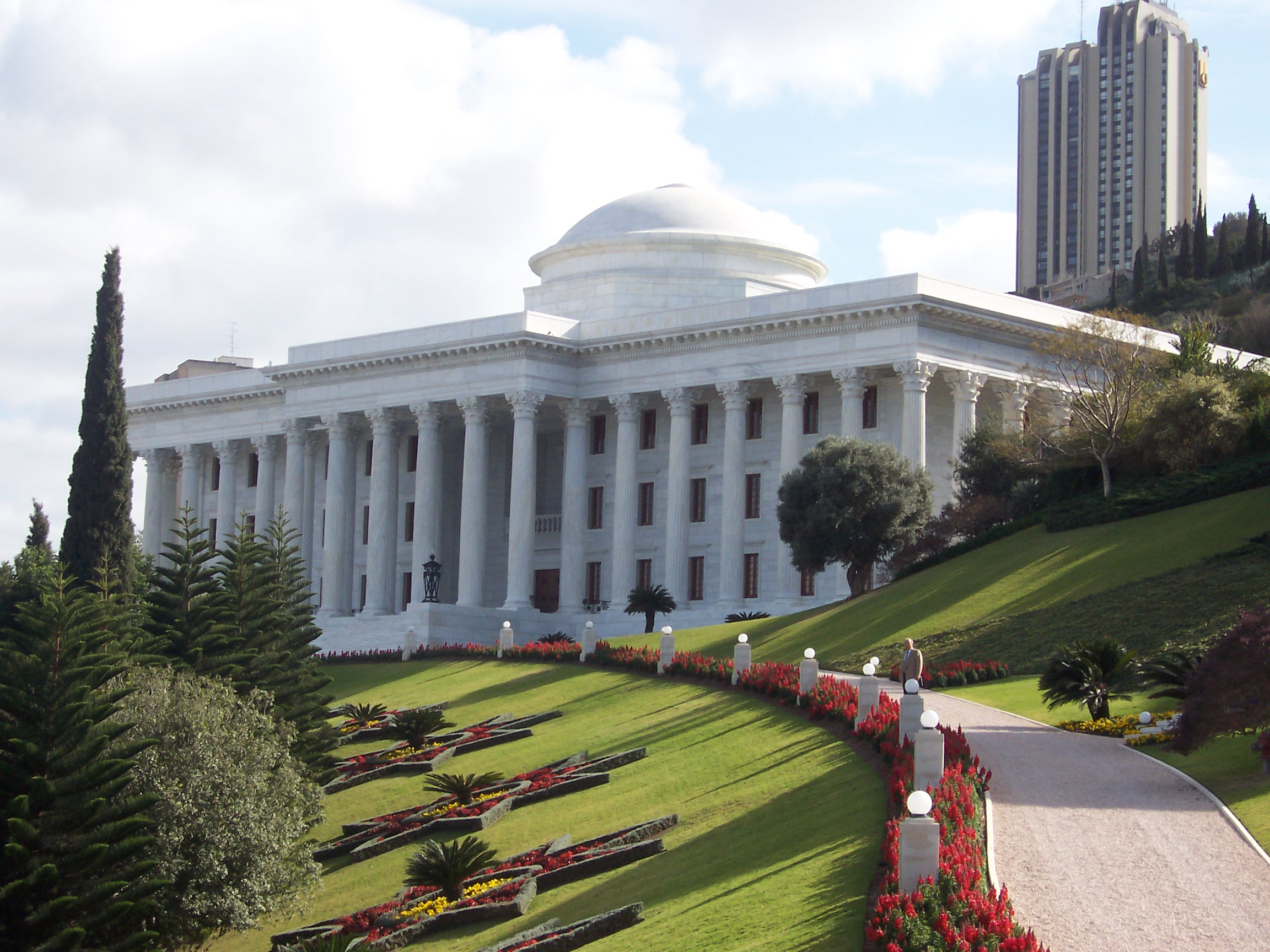
Seu de la Casa Universal de Justícia, 2006.

Algunes lleis i ensenyances del Kitáb-i-Aqdas, d'acord amb les ensenyances bahá'is, no s'apliquen a l'actualitat sinó que la seva aplicació depèn de la decisió de la Casa Universal de Justícia.

### Oració
Els bahá'is per entre 15 i 70 anys realitzen una oració obligatòria diària, i poden escollir diàriament entre tres d'elles, que són acompanyades de rituals específics, i precedides d'ablucions. Durant l'oració obligatòria els bahá'is miren cap al seu alquibla, que és el Santuari de Bahà'u'llàh a Acre. Les persones estan exemptes de les oracions obligatòries quan es troben malaltes, en perill o les dones quan tenen el període.
L'oració congregacional està prohibida, llevat de les Oracions als Morts.

### Dejuni
El dejuni bahaí es realitza des de l'albada fins a la posta del sol en el mes bahaí d'Alá des del 2 de març fins al 20 de març. Durant aquest temps els bahá'is de bona salut entre els 15 i els 70 anys s'abstenen de menjar i beure. L'exempció del dejuni és per a les persones que estan viatjant, malaltes, embarassades, alimentant el bebè, menstruant o realitzant treballs pesat. Declarar dejuni fora del període de dejuni està permès i és aconsellat quan es fa a favor de la humanitat.